# Walter Than
Walter Than (* 25. Dezember 1921 in Köln; † 24. Oktober 2011 in Herzogenaurach) war ein deutscher Tischtennisspieler.

## Werdegang
Than wurde 1951 deutscher Meister im Einzel, indem er im Endspiel gegen Kurt Seifert gewann. Im gleichen Jahr führte ihn der Deutsche Tischtennis-Bund DTTB in der nationalen Rangliste auf dem 1. Platz. Mit dem Verein MTV München von 1879 wurde er zwischen 1947 und 1954 siebenmal deutscher Mannschaftsmeister. Dafür ehrte 1951 Bundespräsident Theodor Heuss ihn und die Mannschaft mit dem Silbernen Lorbeerblatt. Than war der erste Tischtennisspieler, der das Silberne Lorbeerblatt erhielt.
Von 1951 bis 1953 kam er auf 15 Länderspieleinsätze. 1999 beendete er seine aktive Laufbahn.
Seit Mitte der 1940er Jahre lebte Walter Than in München, zuletzt in Herzogenaurach. Er war verheiratet.

## Sportliche Erfolge
- Than nahm an 2 Tischtennis-Weltmeisterschaften teil:
  - 1951 in Wien: 10. Platz mit Herrenteam
  - 1952 in Bombay: 9. Platz mit Herrenteam
- Nationale deutsche Meisterschaften
  - 1947 Heppenheim: Doppel 3. Platz (mit K. Strixner)
  - 1948 Göttingen: Einzel 3. Platz
  - 1951 Berlin: Einzel 1. Platz, 3. Platz Mixed (mit Edith Schmidt)
  - 1953 Herford: Doppel 4. Platz (mit Conny Freundorfer)
  - 1954 Berlin: Doppel 2. Platz (mit Conny Freundorfer)
- Deutsche Mannschaftsmeisterschaften mit MTV München
  - 1947–1951 1. Platz
  - 1953–1954 1. Platz
  - 1955 2. Platz
- Deutschlandpokal
  - 1951 1. Platz mit Team Bayern
- Bayerische Meisterschaften
  - 1950 Ingolstadt: Einzel 1. Platz
  - 1951 Ingolstadt: Doppel 2. Platz (mit K. Strixner)
  - 1953 Regensburg: Einzel 1. Platz
- Vereine
  - 1945–1960 MTV München von 1879
  - 1960–1977 TSV Milbertshofen

## Turnierergebnisse
| Verband | Veranstaltung     | Jahr | Ort    | Land | Einzel     | Doppel    | Mixed        | Team |
| ------- | ----------------- | ---- | ------ | ---- | ---------- | --------- | ------------ | ---- |
| GER     | Weltmeisterschaft | 1952 | Bombay | IND  | letzte 128 | letzte 32 | keine Teiln. | 9    |
| GER     | Weltmeisterschaft | 1951 | Wien   | AUT  | letzte 64  | letzte 32 | Scratched    | 10   |

## Bücher
- Manfred Schäfer: Ein Spiel fürs Leben. 75 Jahre DTTB. (1925–2000). Herausgegeben vom Deutschen Tischtennis-Bund DTTB, Frankfurt am Main 2000, ISBN 3-00-005890-7, S. 223